# The Last Appeal
Pour plus de détails, voir Fiche technique et Distribution.
The Last Appeal est un film muet américain réalisé par Thomas H. Ince et sorti en 1911.

## Fiche technique
- Réalisation : Thomas H. Ince
- Production : Carl Laemmle
- Date de sortie :  États-Unis : 1er juin 1911

## Distribution
- Owen Moore : Ellis
- Lucille Younge : Alice Ellis